# ۱۲۰۷ (خورشیدی)
۱۲۰۷ هزار و دویست و هفتمین سال هجری خورشیدی است.

## رویدادها
- ۲۲ بهمن – حمله مردم به سفارت امپراتوری روسیه در تهران و قتل همهٔ کارکنان آن از جمله الکساندر گریبایدوف سفیر کبیر آن کشور

## درگذشتگان
- ۲۲ بهمن – الکساندر گریبایدوف، سفیر کبیر امپراتوری روسیه در تهران (زادهٔ ۱۱۷۳)